# Ophiocoma scolopendrina

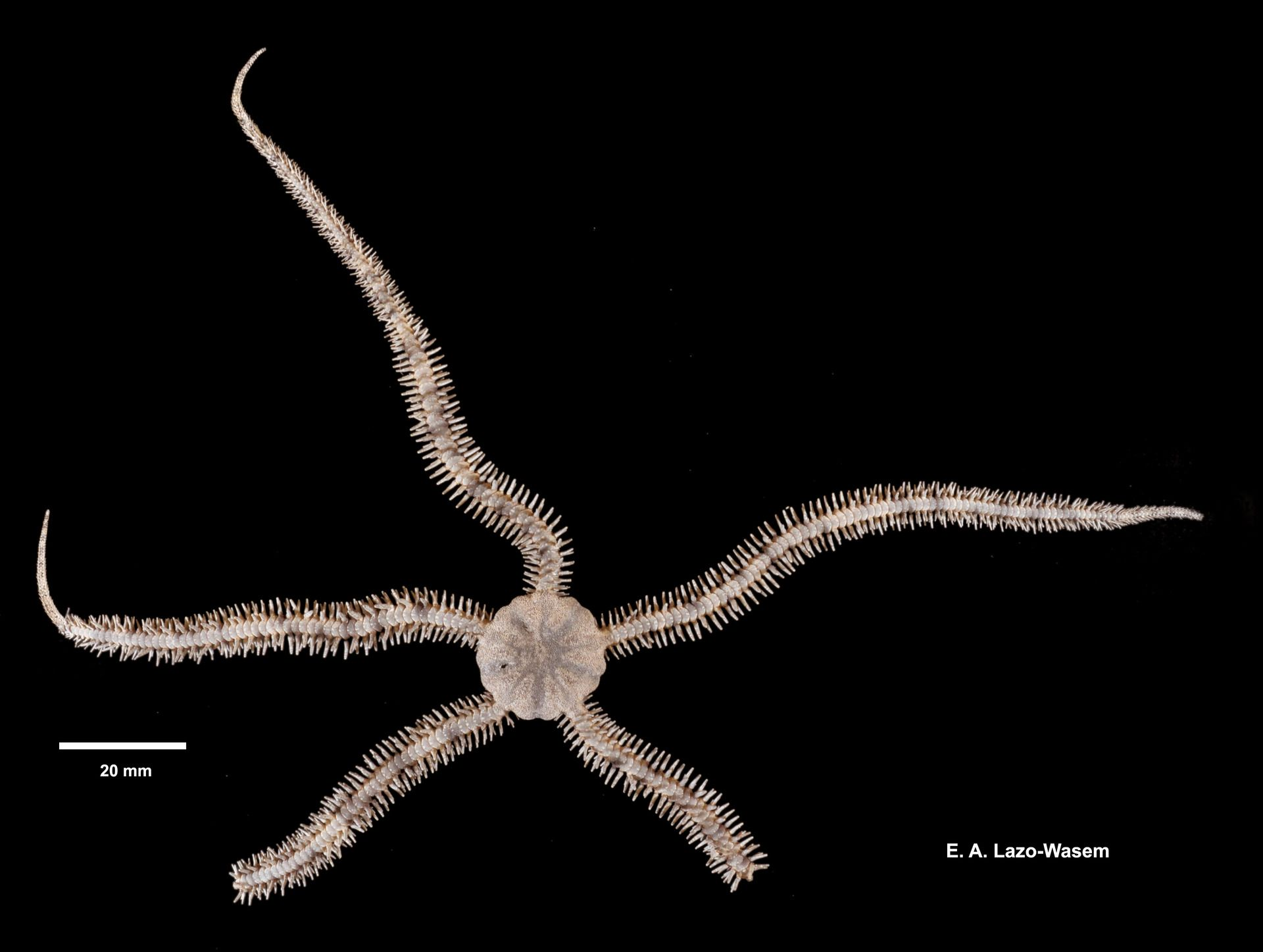
Ophiocoma scolopendrina

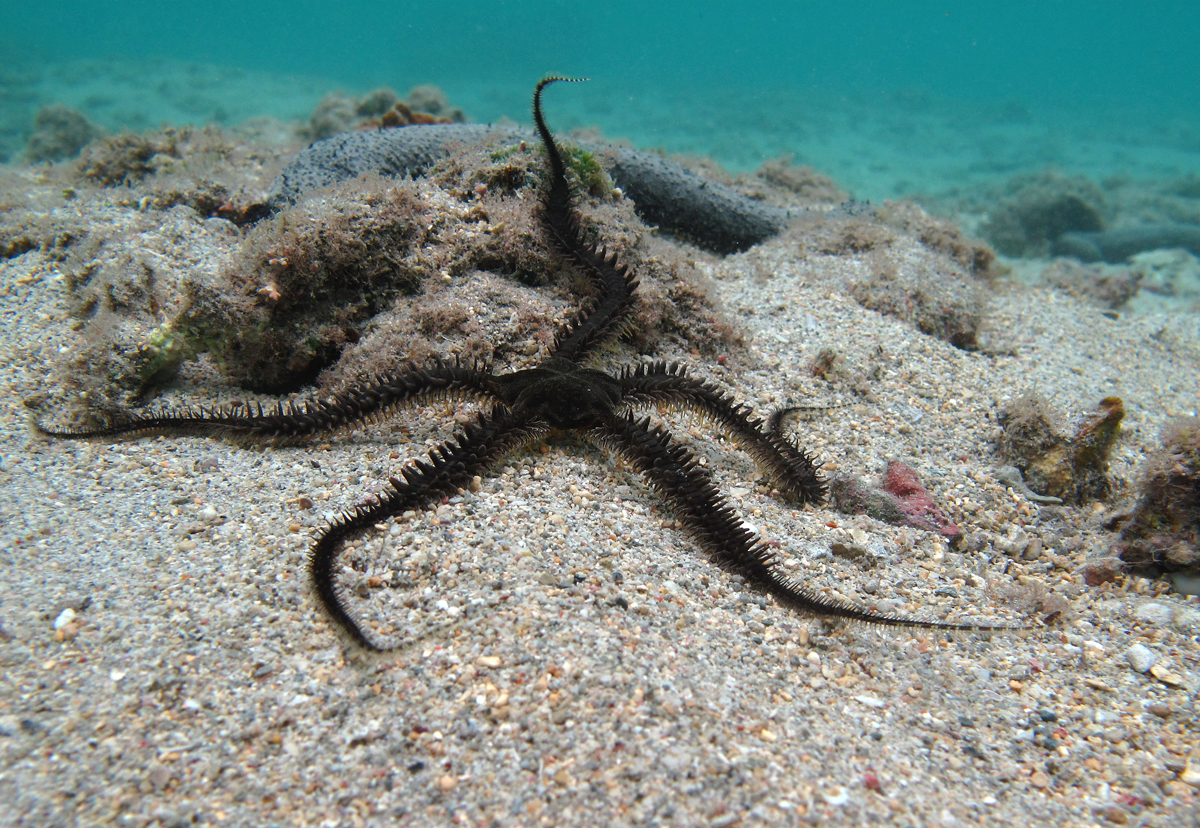
Ophiocoma scolopendrina

Офіокома сколопендріна (Ophiocoma scolopendrina) — вид офіур що належить до родини Ophiocomidae.

## Опис
Офіокома сколопендріна має довгі тонкі щупальця, які виходять з маленького тіла у формі диска. Мають розміри приблизно як витягнута людська рука. Вони належать до групи голкошкірих, як і морські їжаки, морські огірки та морські зірки .
Спинний диск і спинні пластини плечей мають окрас від чорного, строкатого чорного до світло -коричневого. Вони можуть досягати довжини близько 13 см, тоді як діаметр диска досягає 20мм

## Поширення
Цей вид крихких зірок можна зустріти в Східній Африці, Червоному морі та на Мадагаскарі.

## Середовище існування
Офіокома зустрічаються під валунами міжпливних рифових платформ, в їх щілинах, у верхній і середній еуліторалі.